# Andre Hempel
Andre Hempel (Alemania) es un gimnasta artístico alemán, medallista de bronce mundial en 1991 en el concurso por equipos.

## 1991
En el Mundial de Indianápolis 1991, representando a Alemania ya que a finales de 1989 se unieron Alemania del Este y del Oeste, gana el bronce por equipos, tras la Unión Soviética (oro) y China (plata), siendo sus compañeros de equipo: Sylvio Kroll, Andreas Wecker, Ralf Büchner, Jan-Peter Nikiferow y Mario Franke.